# Krunoslav Jurčić
Krunoslav Jurčić (Ljubuški, 1969. november 26. –) horvát válogatott labdarúgó, posztját tekintve középpályás. Jelenleg a Dinamo Zagreb vezetőedzője.

## Pályafutása

### Klubcsapatokban
Pályafutását a Dinamo Zagreb csapatában kezdte 1988-ban. 1991-ben az Inter-Zaprešićhez igazolt, ahol két szezont töltött. 1993-ban az NK Istra, majd 1995-ben a belga Beveren szerződtette. A Beverennél mindössze egy idényt játszott, amely miután kiesett az első osztályból, visszaigazolt Dinamo Zagrebbe. A Dinamoval -ami ez idő tájt Croatia nevet viselte– szerepelt a bajnokok ligája csoportkörében 1998. őszén. Ezt követően Olaszországba szerződött, ahol három idényt töltött el; először a Torino, majd a Sampdoria színeiben. 2002-ben igazolt haza a Slaven Belupoba és itt is fejezte be a játékos pályafutását 2004-ben.

### Válogatottban
A nemzeti csapat tagjaként részt vett az 1998-as labdarúgó-világbajnokságon, ahol a bronzérmet jelentő harmadik helyet szerezték meg. A tornán három mérkőzést játszott végig.
A válogatottban 1997 és 2000 között összesen 21 alkalommal lépett pályára és nem szerzett gólt.

### Edzőként
Edzői pályafutását a horvát első osztályban szereplő NK Istra csapatánál kezdte a 2005–2006-os idényben. Ezután a 2007–2008-as bajnokságban a Slaven Belupo kispadjára ült le.
2009-ben megkapta a Dinamo Zagreb vezetőedzői posztját és még ebben az évben megnyerte a horvát bajnokságot illetve a horvát kupát. 2010-ben ismét bajnoki címet ünnepelhetett. 2011-ben egy rövid ideig a Lokomotiva, majd ismét a Dinamo Zagreb edzője lett. A 2012-es Eb után segédedző volt a válogatottnál, de néhány hónap után ismét visszatért a Dinamohoz és 2012 novembere óta ő a vezetőedző. A 2012–13-as bajnoki idény végén ismét bajnoki címet szerzett.

## Sikerei, díjai

### Játékosként
Inter-Zaprešić
- Horvát kupagyőztes (1): 1992

Dinamo Zagreb
- Horvát bajnok (4): 1996–97, 1997–98, 1998–09, 1999–00
- Horvát kupagyőztes (2): 1997, 1998

### Edzőként
Dinamo Zagreb
- Horvát bajnok (3): 2008–09, 2009–10, 2012–13
- Horvát kupagyőztes (1): 2009

## Külső hivatkozások
- Krunoslav Jurčić – a National-football-teams.com honlapján